# Ансън (линеен кораб, 1940)
Ансън (на английски: HMS Anson (79)) е британски линеен кораб от типа „Кинг Джордж V“. Кръстен е в чест на адмирала Джордж Ансън. Построен в корабостроителницата на компанията Swan Hunter, спуснат на вода на 24 февруари 1940 г. Влиза в строй на 22 юни 1942 г. Края на строителството му е отсрочен поради поставянето на радиолокационна станция за управление на огъня и допълнително зенитно въоръжение. Линкора трябва да се казва „Джелико“ в чест на адмирала, командащ Гранд Флийт по време на Ютландското сражение, обаче през февруари 1940 г. е преименуван на „Ансън“.
„Ансън“ влиза в състава на Кралския флот по време на Втората световна война и към декември 1943 г. взема участие в прикриването на девет арктически конвоя. През юли 1943 г. линкора участва в операциите по отвличане на вниманието на противника от десанта на съюзниците в Сицилия. През февруари 1944 г. „Ансън“ подсигурява прикритието на надводните сили по време на провеждането на операцията „Тангстен“ – атаката на британската палубна авиация над немския линкор „Тирпиц“.
На 15 август 1945 г. „Ансън“ присъства в Хонконг по време на капитулацията на намиращите се там японски войски. На 2 септември същата година сред останалите кораби на съюзниците се намира в Токийския залив по време на подписването на Акта за капитулация на Япония.
След края на войната „Ансън“ става флагмански кораб на 1-ва ескадра линейни кораби на Тихоокеанския флот на Великобритания.
На 29 юли 1946 г. „Ансън“ се връща в британски води, провеждайки следващите три години като учебен кораб. През ноември 1949 г. линкора е изваден в резерва и законсервиран, след което осем години се намира на съхранение. На 17 декември 1957 г. кораба е продаден за разкомплектоване за метал.

## История на службата
След влизането си в строй през 1942 г. „Ансън“ действа в Северния ледовит океан в състава на силите за прикритие на арктическите конвои. Така например, на 12 септември 1942 г. „Ансън“ заедно с еднотипния му линкор „Дук оф Йорк“, лекия крайцер „Ямайка“ и разрушителите „Кепел“, „Маккей“, „Монтроуз“ и „Бремхем“ осъществява далечното прикритие на обратния конвой QP-14. На 29 декември същата година „Ансън“ влиза в състава на силите на далечното прикритие на конвоя JW 51B заедно с тежкия крайцер „Къмбърланд“ и разрушителите „Форестър“, „Икарус“ и „Импълсив“. От 23 до 24 януари 1943 г. „Ансън“ влиза в състава на силите на далечното прикритие на конвоя JW 52 заедно с лекия крайцер „Шефилд“, разрушителите „Ехо“, „Еклипс“, „Фолкнор“, „Инглфилд“, „Монтроуз“, „Куинбъро“, „Рейдер“ и полския разрушител „Оркан“. По-късно „Ансън“ е в състава на силите за далечно прикритие на конвоя RA 52, излязъл в морето на 29 януари 1943 г. Осен „Ансън“ защитата на конвоя осигуряват лекия крайцер „Шефилд“, разрушителите „Инглфилд“, „Ориби“, „Обидиент“ и полския „Оркан“.
През юни 1942 г. стария дредноут „Центурион“ е грубо маскиран като „Ансън“ и в такъв вид се използва по време на провеждането на пореден конвой за Малта.
През юли 1943 г. линкора участва при бреговете на Норвегия в операциите по отвличането на вниманието на противника от десанта на съюзниците в Сицилия. През октомври на същата година „Ансън“ съвместно с „Дук оф Йорк“, крайцери, разрушители и американския самолетоносач „Рейнджър“ участва в действия против немското корабоплаване при бреговете на Норвегия (операция „Лидер“). През февруари 1944 г. „Ансън“ съвместно с френския ликор „Ришельо“, крайцери и разрушители прикрива самолетоносача „Фюриъс“, самолетите на който нанасят удар по цели в Норвегия (операция „Бейлиф“). На 3 април „Ансън“ участва в операцията „Тангстен“ (успешният удар на палубната авиация по линкора „Тирпиц“), бидейки флагмански кораб на вицеадмирал Хенри Рутвен Мур.

### Следвоенен период
След войната „Ансън“ става флагман на 1-ва ескадра линейни кораби на британския Тихоокеански Флот и участва в повторното заемане на Хонконг. След непродължителен ремонт „Ансън“ извършва поход от Сидни в Хобарт, през февруари 1946 г., за да превози херцога и херцогинята на Глостър в Сидни.
„Ансън“ се връща в британски води на 29 юли 1946 г. и след краткосрочен ремонт се връща към мирновременна служба. През ноември 1949 г. „Ансън“ е изваден в резерва и през 1951 г. е отбуксиран във фиорда Гер Лох. На 17 декември 1957 г. линкора е продаден на фирмата Shipbreaking Industries за утилизация.